# Studio One (ソフトウェア)
Studio One（スタジオワン）は、PreSonus（プリソーナス）によって開発されているデジタル・オーディオ・ワークステーション (DAW) の機能を持つ音楽制作ソフトである。日本における国内代理店は、初期は日本エレクトロ・ハーモニックス株式会社であったが、2010年10月以降は株式会社ジェネレックジャパン（旧：株式会社エムアイセブンジャパン）によって販売されている。音楽やその他のオーディオの作成、録音、ミキシング、およびマスタリングに使用される。macOSとWindowsで利用可能。

## メジャーバージョン

### 7
2024年10月9日リリース予定。ArtistおよびPrimeエディションを廃し、Proエディションのみを提供する。
このバージョン以降は、年3～4回のメジャー機能リリースを行う計画。メジャー機能リリースは、永続ライセンスに付帯する1年間のバージョンアップ権、または、Studio One Pro+(サブスクリプションプラン)の利用者に提供される。

### 6
2022年9月30日リリース。スマートテンプレート機能やビデオトラックが搭載され、UIのカスタマイズも可能になった。

2023年9月27日にはバージョン6.5がリリースされ、ドルビーアトモスを含むイマーシブ・オーディオ（立体音響）のコンテンツ制作に対応した。

### 5
2020年7月7日リリース。スコアエディター（楽譜編集）機能や、ライブパフォーマンスのためのショーページが搭載された。また、クリップ単位でゲインのエンベロープを書けるようになっている。

2021年5月9日にはバージョン5.2がリリースされ、スコアエディターがタブ譜やドラム譜に対応したほか、オーディオクリップのバージョン管理が可能となった。また、Rosetta 2を介すことでM1チップ搭載Macへの対応がおこなわれた。

2021年9月15日にはバージョン5.4がリリースされ、Appleシリコンへのネイティブ対応がおこなわれたほか、プラグインのスリープ機能、複数フォーマットへの一括エクスポートの対応などがおこなわれた。

### 4
2018年5月22日リリース。コードトラックやコード自動検出機能の追加や、コードトラックのコードにMIDIやオーディオを追従させる機能、ドラムエディターの追加、ARA 2への対応、AAF形式での保存への対応などがおこなわれた。搭載音源のドラム・モジュール「Impact」は「Impact XT」に、サンプラー「Sample One」は「Sample One XT」へと、それぞれ進化を遂げている。

2019年5月21日にはバージョン4.5がリリース。プラグインを一覧に表示するかの管理ができるプラグインマネージャーが追加されたほか、マルチコアCPU使用時のCPU使用率の最適化や、AACやALAC音声フォーマットへの出力サポートなどがおこなわれた。

### 3
2015年5月20日リリース。アレンジトラックやスクラッチパッドといった機能が追加され、楽曲の一部の別バージョンを作成しやすくなった。エフェクターを連結する拡張FXチェーンや、インストゥルメントを複数つないで１つのインストゥルメントのように扱うMulti Instrumentなど、多くの機能が追加された。内蔵音源にはアナログ・モデリング・シンセサイザー「Mai Tai」やソフトウェア・サンプラー「Presence」の後継となる「Presence XT」が新たに搭載された。UIは全体的にライトグレーからダークグレーを基調としたものに変更されたことに加え、ユーザーによるベースカラーの変更が可能となった。

2017年5月24日にはバージョン3.5がリリースされ、ミキサーやプラグインの操作履歴を元に戻す機能が付いたほか、低レイテンシー・モニタリングへの対応や、エクスポートのみ出来ていたDDPのインポートへの対応がおこなわれた。

### 2
2011年10月31日リリース。ARAに対応するとともに、Celemony社のピッチ補正ソフト「Melodyne」との統合がおこなわれ、Studio One内でのシームレスなピッチ補正が可能となった。

### 1
2009年9月27日リリース。ソフトウェアの立ち上げなどの動作が高速であったり、オーディオファイルやインストゥルメント、エフェクトをドラッグ＆ドロップの操作でトラックにセットできることなどが当時としては画期的であった。

2010年11月18日にリリースされたバージョン1.6.1で日本語対応がおこなわれた。

## 使用している著名人
- 浅田祐介 - 音楽プロデューサー
- 砂原良徳 - サウンドクリエイター、ＤＪ
- 林ゆうき - 劇作曲家
- CHARA - シンガーソングライター、音楽プロデューサー、ミュージシャン
- 松隈ケンタ - 音楽プロデューサー
- 平沢進 - シンガーソングライター、音楽プロデューサー
- ピノキオピー - ボカロP、イラストレーター
- いよわ - ボカロP、イラストレーター
- きくお - ソングライター、ボカロP、DJ
- Yuta Imai - コンポーザー、DJ

## 関連書籍
- 「Studio Oneガイドブック 〜次世代DAWソフトの入門書・VERSION2シリーズ対応」（2013/10/24、近藤 隆史  (著)、 スタイルノート）
- 「作りながらおぼえるDTM入門StudioOne3Prime対応版 」（2015/8/25、大須賀 淳 (著)、 秀和システム）
- 「Studio One 3で学ぶ音楽の作り方」（2015/8/25、浅田 祐介 (著), 小南千明（楽曲提供）、リットーミュージック）
- 「Studio One 3ガイドブック 〜進化した次世代DAWソフトの入門書 」（2016/2/25、近藤 隆史  (著)、スタイルノート）
- 「Studio One 3.3徹底操作ガイド THE BEST REFERENCE BOOKS EXTREME 」（2016/12/22、藤本 健  (著)、リットーミュージック ）
- 「DAWで学ぶリズム打ち込み入門　 Cubase / Studio One / MIDIデータで実践! DTMer必携のリズム・パターン集」（2018/9/20、Watusi(COLDFEET) (著)、リットーミュージック）
- 「Studio One 4ガイドブック 〜進化するDAWソフトでイチから音楽づくり」（2019/9/18、近藤 隆史  (著)、スタイルノート）
- 「できるゼロからはじめるパソコン音楽制作超入門 改訂版 　はじめる前に観るDVD付【Studio One Prime 4.5対応】」 (できるシリーズ)（ 2019/9/20、侘美 秀俊  (著)、リットーミュージック）
- 「Studio One 4.x 徹底操作ガイド (THE BEST REFERENCE BOOKS EXTREME)」（2020/1/23、藤本 健  (著)、リットーミュージック）